# Lubomir Popow
Lubomir Swetosławow Popow (bułg. Любомир Светославов Попов; ur. 15 czerwca 1967 w Samokowie) – bułgarski narciarz alpejski, czterokrotny olimpijczyk.

## Osiągnięcia

### Igrzyska olimpijskie
| Miejsce | Dzień     | Rok  | Miejscowość | Konkurencja | Czas biegu  | Strata   | Zwycięzca            |
| ------- | --------- | ---- | ----------- | ----------- | ----------- | -------- | -------------------- |
| DNF2    | 25 lutego | 1988 | Calgary     | Gigant      | -           | -        | Alberto Tomba        |
| 19.     | 27 lutego | 1988 | Calgary     | Slalom      | 1:50,81 min | +11,34 s | Alberto Tomba        |
| DSQ1    | 16 lutego | 1992 | Albertville | Supergigant | -           | -        | Kjetil André Aamodt  |
| 33.     | 18 lutego | 1992 | Albertville | Gigant      | 2:18,01 min | +11,03 s | Alberto Tomba        |
| DNF1    | 22 lutego | 1992 | Albertville | Slalom      | -           | -        | Finn Christian Jagge |
| 35.     | 17 lutego | 1994 | Lillehammer | Supergigant | 1:37,01 min | +4,48 s  | Markus Wasmeier      |
| 19.     | 19 lutego | 1994 | Lillehammer | Kombinacja  | ?           | ?        | Lasse Kjus           |
| DNF1    | 23 lutego | 1994 | Lillehammer | Gigant      | -           | -        | Markus Wasmeier      |
| DNF1    | 27 lutego | 1994 | Lillehammer | Slalom      | -           | -        | Thomas Stangassinger |
| DNF1    | 19 lutego | 1998 | Nagano      | Gigant      | -           | -        | Hermann Maier        |
| DNF1    | 21 lutego | 1998 | Nagano      | Slalom      | -           | -        | Hans Petter Buraas   |

### Mistrzostwa świata
| Miejsce | Dzień     | Rok  | Miejscowość       | Konkurencja | Czas biegu  | Strata   | Zwycięzca            |
| ------- | --------- | ---- | ----------------- | ----------- | ----------- | -------- | -------------------- |
| 15.     | 12 lutego | 1989 | Vail              | Slalom      | 2:13,42 min | +10,57 s | Rudolf Nierlich      |
| 36.     | 10 lutego | 1993 | Morioka           | Gigant      | 2:25,59 min | +10,23 s | Kjetil André Aamodt  |
| 54.     | 13 lutego | 1996 | Sierra Nevada     | Supergigant | 1:27,51 min | +5,71 s  | Atle Skårdal         |
| 19.     | 19 lutego | 1996 | Sierra Nevada     | Kombinacja  | 3:42,67 min | +10,72 s | Marc Girardelli      |
| 25.     | 23 lutego | 1996 | Sierra Nevada     | Gigant      | 2:10,31 min | +11,68 s | Alberto Tomba        |
| 21.     | 25 lutego | 1996 | Sierra Nevada     | Slalom      | 1:51,45 min | +9,19 s  | Alberto Tomba        |
| DNS1    | 3 lutego  | 1997 | Sestriere         | Supergigant | -           | -        | Atle Skårdal         |
| 25.     | 12 lutego | 1997 | Sestriere         | Gigant      | 3:02,31 min | +14,08 s | Michael von Grünigen |
| DNF1    | 15 lutego | 1997 | Sestriere         | Slalom      | -           | -        | Tom Stiansen         |
| DNF1    | 12 lutego | 1999 | Vail/Beaver Creek | Gigant      | -           | -        | Lasse Kjus           |
| DNF1    | 14 lutego | 1999 | Vail/Beaver Creek | Slalom      | -           | -        | Kalle Palander       |

### Mistrzostwa świata juniorów
| Miejsce | Dzień   | Rok  | Miejscowość | Konkurencja | Czas biegu  | Strata  | Zwycięzca  |
| ------- | ------- | ---- | ----------- | ----------- | ----------- | ------- | ---------- |
| 8.      | 2 marca | 1985 | Jasná       | Gigant      | 2:20,76 min | +3,21 s | Robert Žan |